# 전국여성연대
전국여성연대는 2006년 4월 25일 대한민국 서울특별시에서 조직된 대한민국의 인권 단체이자 여성 인권 운동, 시민단체이다. 여성연대 또는 여성인권연대로도 부른다.

## 개요
전국여성연대는 여성해방, 민족자주, 615 공동선언실현, 신자유주의세계화 반대, 반전평화 실현을 목적으로 하는 전국적인 여성연대조직이다. 여성연대는 또 각지의 여성단체들과 연대 또는 각 여성단체 대표자들과 모여 여성 차별 철폐, 여성 차별 운동에 대한 시정 권고와 항의 활동 등을 추진한다.
또한 전국여성연대의 회원 자격에는 제한이 없으며 노동자, 농민, 학생, 주부 등 다양한 여성의 입장에서 불평등한 사회를 바꿀 힘을 기르고 힘찬 투쟁을 한다.

## 활동
- 여성에 대한 모든 폭력과 차별을 반대하며 성 평등 사회 실현을 위해 활동한다.
- 외세의 지배와 간섭, 전쟁을 반대하고 자주통일과 평화, 615 공동선언을 실현하기 위해 투쟁한다.
- 여성의 빈곤화를 심화시키는 신자유주의에 반대하며 민중생존권 실현을 위해 투쟁한다.
- 부문과 지역의 여성운동을 강화하며 국내외 여성운동단체와 연대한다.

## 같이 보기
| - 인권 - 페미니즘 - 대한민국의 여성주의 - 인권운동연대 - 인권연대 - 풀뿌리여성운동 - 여성정치세력화 - 여성통일운동 - 평화운동 | - 여성 해방 운동 - 성 차별 - 성 역할 - 여성 |